# Wiaczesław Burawczikow
Wiaczesław Władimirowicz Burawczikow (ros. Вячеслав Владимирович Буравчиков; ur. 22 maja 1987 w Moskwie) – rosyjski hokeista, reprezentant Rosji.

## Kariera klubowa
- Krylja Sowietow Moskwa (2004-2005)
- Chimik Mytiszczi (2005-2006)
- Ak Bars Kazań (2006-2010)
- CSKA Moskwa (2010-2013)

Wychowanek Krylji Sowietow Moskwa. Od 2010 zawodnik CSKA Moskwa. Od połowy 2013 związany dwuletnim kontraktem. W sierpniu 2013 z uwagi na problemy zdrowotne z sercem przerwał karierę.
Uczestniczył w turniejach mistrzostw świata do lat 17 edycji 2004, mistrzostw świata juniorów do lat 18 edycji 2005, mistrzostw świata juniorów do lat 20 edycji 2006, 2007.

## Sukcesy
Reprezentacyjne
- Srebrny medal mistrzostw świata juniorów do lat 20: 2006, 2007

Klubowe
- Złoty medal mistrzostw Rosji / Puchar Gagarina: 2009, 2010 z Ak Barsem Kazań
- Puchar Mistrzów: 2007 z Ak Barsem Kazań
- Puchar Kontynentalny: 2008 z Ak Barsem Kazań

Indywidualne
- Mistrzostwa świata do lat 18 w hokeju na lodzie mężczyzn 2005:
  - Pierwsze miejsce w klasyfikacji strzelców wśród obrońców: 3
  - Pierwsze miejsce w klasyfikacji asyst wśród obrońców: 4
  - Pierwsze miejsce w klasyfikacji kanadyjskiej wśród obrońców: 7
  - Skład gwiazd turnieju